# Dearly Beheaded
Dearly Beheaded war eine Groove-Metal-Band aus Manchester, England, die im Jahre 1993 gegründet wurde.

## Geschichte
Die Band wurde im Jahre 1993 von Gitarrist Steve Owens, Schlagzeuger Rob Ryan und Bassist Tim Lyons Preston gegründet. Sänger Alex Creamer und Gitarrist Darren Hough stießen kurze Zeit später zur Band. Zusammen nahmen sie ihre erste Demo We the Unwilling auf und veröffentlichten diese im Jahre 1993. Es folgten einige Konzerte und ein Auftritt in der Friday Rock Show auf BBC. Die Band gewann den Best Unsigned Act Contest auf MTV und erreichte einen Vertrag bei dem Label East West Records. Die Aufnahmen zu der ersten EP begannen. Kurz vor Veröffentlichung der EP kam es zu Unstimmigkeiten zwischen dem Label und der Band. Auf dem Cover der EP sollte ein vom Körper abgetrennter Kopf dargestellt werden und zudem versuchte das Label, den Posten des Schlagzeugers neu zu besetzen. Die Band trennte sich von dem Label, obwohl alle Stücke für die EP bereits aufgenommen wurde.
Die Band unterschrieb einen Vertrag bei Music for Nations und veröffentlichte In a Darkened Room 1995 bei diesem Label. Im Anschluss folgte eine Tour zusammen mit Extreme Noise Terror.
Das erste Album namens Temptation wurde von Colin Richardson produziert und ex-Sabbat- bzw. -Godsend-Gitarrist Andy Sneap abgemischt. Schlagzeuger Ryan verließ im selben Jahr die Band und wurde durch Simon Dawson ersetzt. Veröffentlicht wurde das Album 1996 ebenfalls über Music for Nations.
Das zweite Album Chamber of One wurde 1997 veröffentlicht. Gitarrist Phil Stevens war auf diesem Album nicht mehr zu hören, sondern wurde durch ex-Critical-Mass-Gitarrist Darren Hough ersetzt. Colin Richardson übernahm erneut die Produktion.
Aufgrund des ausbleibenden kommerziellen Erfolges und geringer Unterstützung des Labels, löste die Band sich 1997 auf.

### Aktivitäten nach der Trennung
Im Jahre 2000 gründeten Preston, Owens und Hough eine neue Band namens Sleath mit Sänger Darren Hircock und Schlagzeuger Charly Moniz. 2005 trat Preston der Band City of God bei, die aus Sänger Simon Gordon (ex-Rawhead, ex-Xentrix), Schlagzeuger Jeff Singer (ex-Paradise Lost, ex-Blaze), und Gitarrist Mark Mynett (ex-Kill II This) bestand.

## Stil
Auf ihrer Myspace-Seite gibt die Band Black Sabbath, Celtic Frost, Metallica, Crowbar, Slayer, Fear Factory, Machine Head und Corrosion of Conformity an. Die Werke werden mit denen von Pantera verglichen. Besonders charakteristisch dabei ist die Aggressivität der Stücke.

## Diskografie
- 1993: We the Unwilling (Demo, Eigenveröffentlichung)
- 1995: In a Darkened Room (EP, Music for Nations)
- 1996: Temptation (Album, Music for Nations)
- 1997: Chamber of One (Album, Music for Nations)